# Cygnus columbianus bewickii

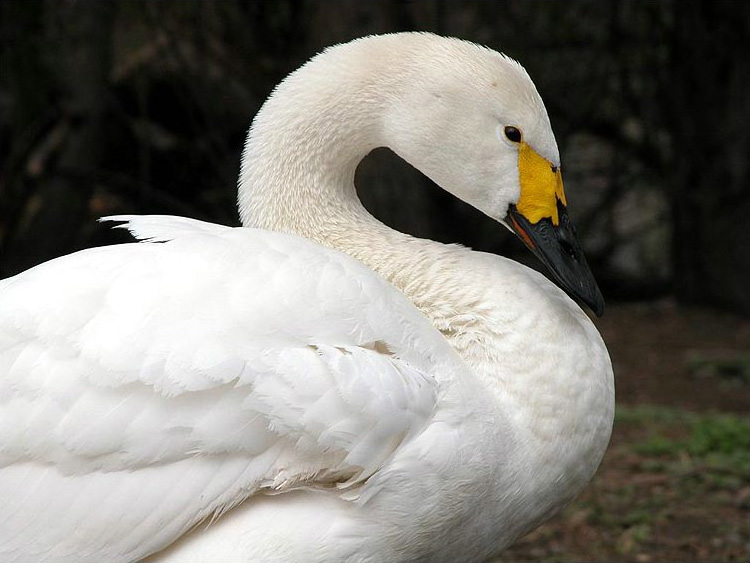
Zwergschwan (Cygnus columbianus bewickii)

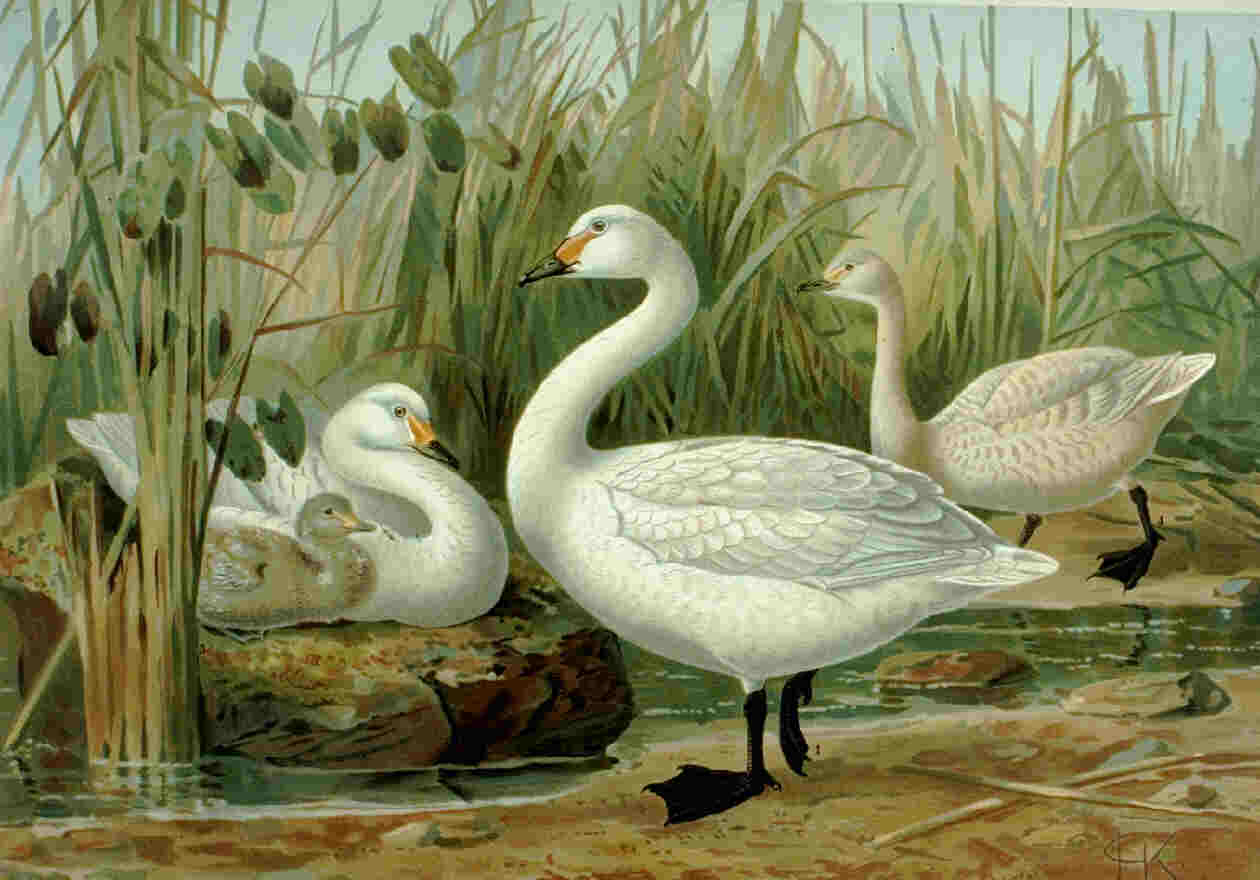
Illustration mit Zwergschwänen

Cygnus columbianus bewickii ist eine Unterart des Zwergschwans, die in Europa und Nordasien in einem ähnlichen Lebensraum wie der Singschwan vorkommt. Er gehört zu den Schwänen, die relativ häufig in lockeren, kolonienartigen Verbänden brüten.
In Mitteleuropa ist der Zwergschwan ein alljährlicher Wintergast. Die meisten Individuen werden in den Niederlanden beobachtet.

## Erscheinungsbild
Der Zwergschwan ist mit 115 bis 140 Zentimetern Körperlänge und 3,4–7,8 Kilogramm Gewicht der kleinste der europäischen Schwäne. Sein Aussehen ähnelt dem Singschwan (Cygnus cygnus) mit völlig weißem Gefieder, schwarzen Beinen und gelber Schnabelbasis. Er ist aber kleiner, kurzhalsiger und besitzt eine mehr rundliche Kopfform. Charakteristisch für diese Art ist, dass sie ihren Hals meist aufrecht trägt. Der Schnabel ist gegen die Spitze zu schwarz gefärbt. Das Färbungsmuster am Schnabel ist individuell verschieden. Im Unterschied zum Singschwan überwiegt der schwarze Anteil am Schnabel immer gegenüber dem gelben. Der Schwanz ist kurz und gerundet.
Die Dunenküken sind blass grau-weiß. Die Körperunterseite ist rein weiß. Sie gleichen sehr stark den Dunenküken der Singschwäne. Zum Zeitpunkt des Schlupfes ist ihr Schnabel pink. Die Schnabelspitze ist grau mit einem schwarzen Nagel. Füße, Beine und Schwimmhäute sind orange bis rosa. Mit zunehmenden Lebenstagen wird der Oberschnabel rein rosa mit einer dunklen Schnabelspitze. Die Beine, Füße und Schwimmhäute werden graurosa. Dunkelgrau sind sie erst, wenn die Jungvögel flügge sind.

## Stimme
Ähnlich wie der Singschwan hat auch der Zwergschwan einen trompetenden Ruf. Er ist aber lauter, klingt nasaler und ist von der Tonhöhe in der Regel höher. Vor dem Aufflug lassen sie eine intensive, mehrsilbige Rufreihe hören. Diese klingt entweder gedämpft hög hög... oder wie ein trompetendes hügögök. Während des Fluges geben sie einzelne oder anhaltend wiederholte obertonreiche Rufe von sich. Diese lassen sich lautmalerisch mit göök, klü, ong oder auch als mehrsilbiges ang-ang-ang umschreiben.

## Verbreitung

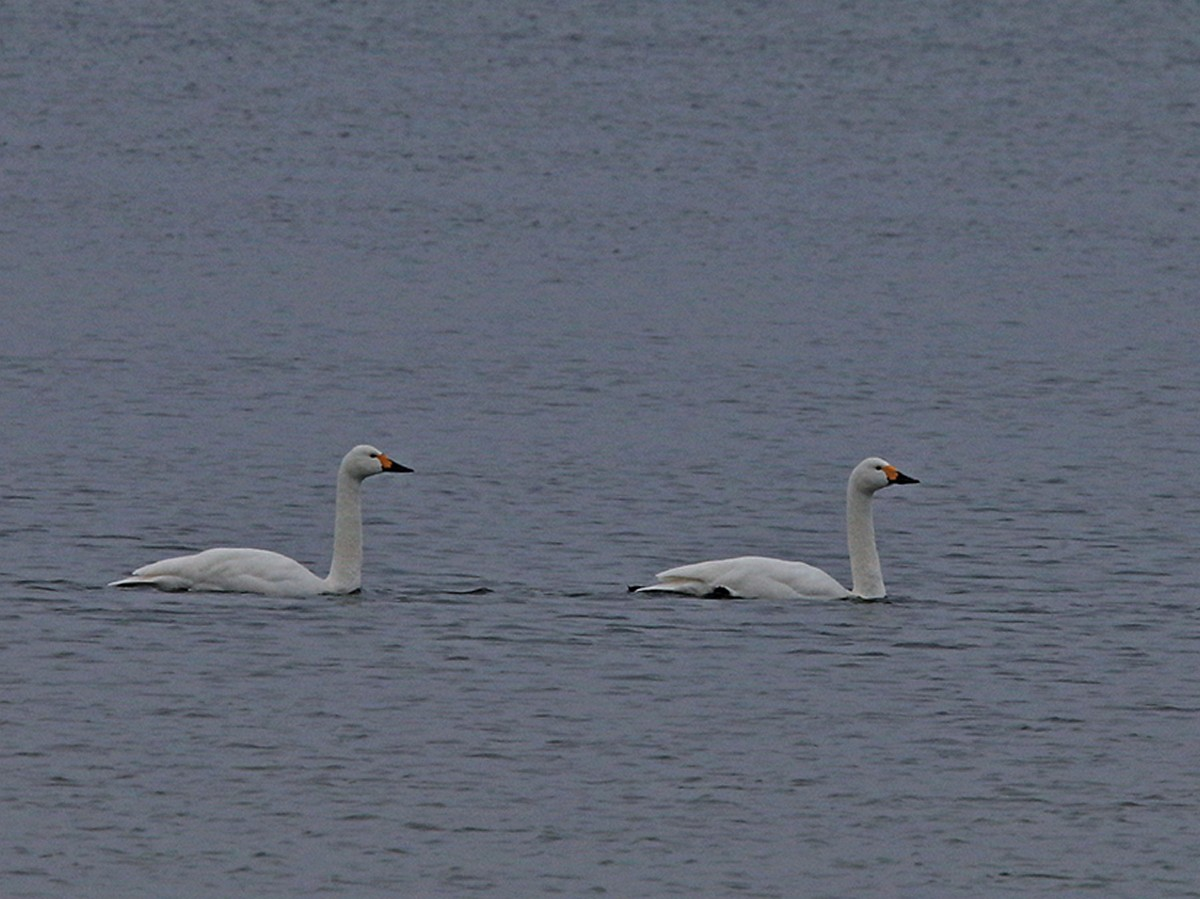
Zwergschwanpärchen in Mecklenburg

Der Zwergschwan brütet in Eurasien von der Halbinsel Kola bis etwa zur Mündung des Flusses Kolyma in Ostsibirien in Tundren. Das gesamte Brutgebiet liegt damit im nördlichen Russland. Im Herbst ziehen die Vögel über das Weiße Meer und die Ostsee nach Süden und überwintern an der deutschen und niederländischen Nordseeküste, in England und Irland. Andere Gruppen von Zwergschwänen überwintern am Kaspischen Meer, am Aralsee und in Ostasien. Durch die Schaffung von Baggerseen durch den Autobahnbau und Wiedervernässungen ist das Emsland zu einer bedeutenden Überwinterungsregion geworden, wo der Zwergschwan infolge des intensiven Kartoffel- und Maisanbaus ein reiches Nahrungsangebot findet. In Deutschland ist der Zwergschwan als eine Verantwortungsart innerhalb der Nationalen Strategie zur biologischen Vielfalt der Bundesregierung eingestuft.

## Lebensraum
Der Zwergschwan brütet in der arktischen Tundra in sumpfigem Gelände, insbesondere an seichten und vegetationsreichen Still- und Fließgewässern. Im Überwinterungsgebiet hält er sich oft in Küstennähe auf und ist dann in der Marsch, auf überschwemmtem Grasland in Küstennähe oder im Kulturland zu finden. Er ist in dieser Zeit häufig mit Singschwänen vergesellschaftet.

## Ernährung und Lebensweise
Der Zwergschwan ernährt sich von Wasserpflanzen und Gräsern. In der Nahrung der Küken spielen anfänglich auch Insekten eine wichtige Rolle. Auf dem Durchzug und im Winterquartier kommen dann auch liegen gebliebene Feldfrüchte, etwa Kartoffeln und Getreidekörner zur Nahrung hinzu.

Die Vögel holen die Nahrung gründelnd vom Grund seichter Gewässer oder grasen an Land. Sie sind sowohl am Tag als auch in der Nacht aktiv.
Außerhalb der Brutzeit sind die Zwergschwäne sehr gesellig. Dagegen grenzen sie während der Brut Reviere ab.

## Fortpflanzung

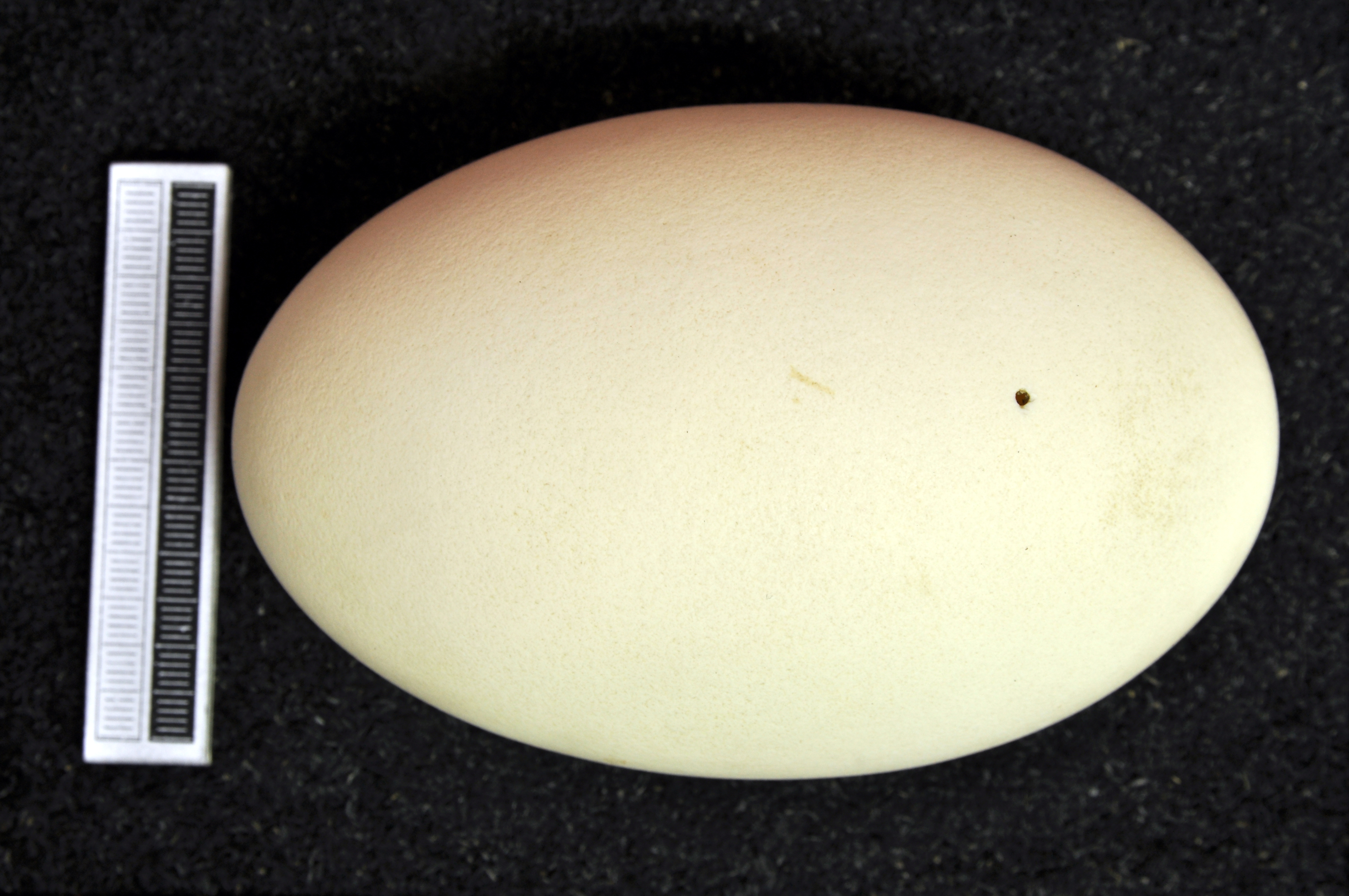
Ei, Sammlung Museum Wiesbaden

Die Vögel verpaaren sich im Alter von 3–4 Jahren für ein ganzes Leben, beginnen in der Regel aber erst im Alter von 5–6 Jahren zu brüten. Das Nest wird auf erhöhtem Gelände aus Pflanzenteilen errichtet. Verwendet werden überwiegend Moose und Flechten. Die Form des Nestes ist konisch. Am Nestbau sind beide Elternvögel beteiligt. Die Eiablage beginnt in der Regel in der zweiten Juniwoche. Das Weibchen legt 4–6 Eier. Diese sind von elliptischer Form und cremeweißer Farbe. Ihre Oberfläche ist glatt und schimmert leicht.  Das Weibchen bebrütet sie dann etwa einen Monat lang. Wenn das Weibchen allerdings das Gelege verlässt, lässt sich gelegentlich der männliche Altvogel auf dem Nest nieder. 
Die Küken schlüpfen in der Regel in einem Zeitraum von 24 bis 36 Stunden. Sie sind Nestflüchter, die von beiden Elternvögeln betreut werden. In einem Alter von etwa 40 bis 45 Lebenstagen sind sie flügge. Die Jungvögel sind nach weiteren 7–10 Wochen flügge, bleiben aber dann auch noch den ganzen Winter über bei den Eltern.